# 4:44 Last Day on Earth
4:44 Last Day on Earth é um filme produzido nos Estados Unidos e lançado em 2011, sob a direção de Abel Ferrara.